# Miss Europe 1956

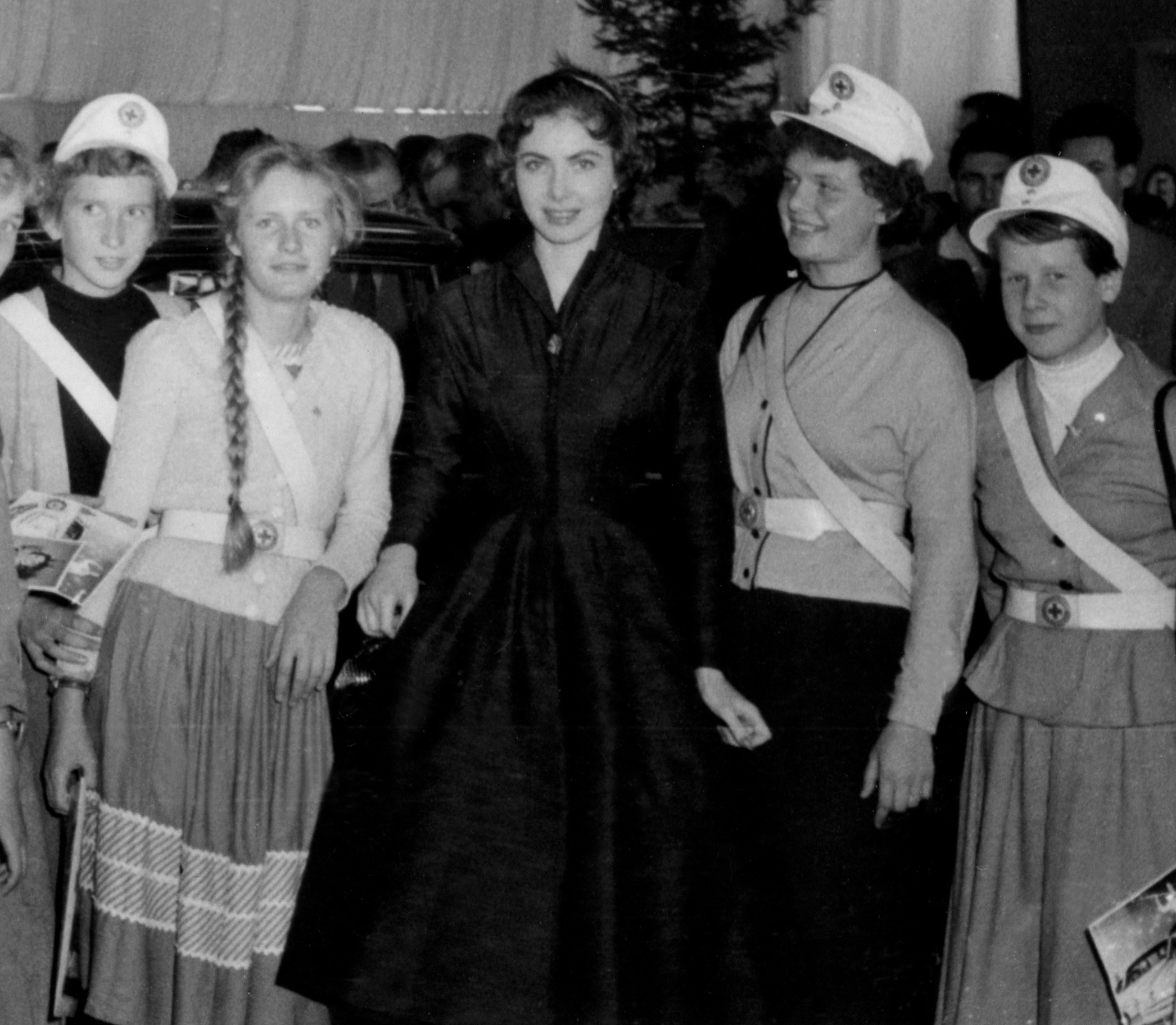
Margit Nünke, Miss Germany 1955 und Miss Europe 1956 (hier auf der IAA 1955 in Frankfurt, umringt von Schülerlotsinnen)

Der Wettbewerb um die Miss Europe 1956 war der achte, den die Mondial Events Organisation (MEO) durchführte. Sie war von den Franzosen Roger Zeiler und Claude Berr ins Leben gerufen worden, hatte ihren Sitz in Paris und organisierte den Wettbewerb bis 2002.
Die Kandidatinnen waren in ihren Herkunftsländern von nationalen Organisationskomitees ausgewählt worden, die mit der MEO Lizenzverträge abgeschlossen hatten.
Die Veranstaltung fand am 1. Juni 1956 in der schwedischen Hauptstadt Stockholm statt. Es gab 13 Bewerberinnen.
| Land                    | Schreibweise bei Pageantopolis | Schreibweise in der Heimatsprache | Teilnahme an weiteren Wettbewerben |
| ----------------------- | ------------------------------ | --------------------------------- | ---------------------------------- |
| Platzierungen           |                                |                                   |                                    |
| 1. BR Deutschland       | Margit Nünke                   | Margit Nünke                      | Miss Universe 1955: Platz 4        |
| 2. Schweden             | Ingrid Goude                   | Ingrid Goude                      | Miss Universe 1956: Platz 3        |
| 3. Italien              | Brunella Tosci                 | Brunella Tocci                    |                                    |
| 4. Österreich           | Traudl Eichinger               | Traudl Eichinger                  |                                    |
| 5. Holland              | Rita Schmidt                   | Rita Schmidt                      | Miss Universe 1956                 |
| Weitere Teilnehmerinnen |                                |                                   |                                    |
| Belgien                 | Rosette Ghislain               | Rosette Ghislain                  | Miss World 1955                    |
| England                 | Ilena Nelson                   |                                   |                                    |
| Finnland                | Sirpa Helena Koivu             | Sirpa Koivu                       | Miss World 1956                    |
| Frankreich              | Gisèle Charbit                 | Gisèle Charbit                    |                                    |
| Griechenland            | Rona Karakasi                  | Ρένα Καρακάση (Rena Karakasi)     |                                    |
| Irland                  | Phyllis Glass                  |                                   |                                    |
| Schweiz                 | Yvonne Bridel                  |                                   |                                    |
| Türkei                  | Ayse Banu Denizeli             | Ayşe Banu Denizli                 |                                    |